# Sorgenflieh
Sorgenflieh ist Gemeindeteil der kreisfreien Stadt Bayreuth im bayerischen Regierungsbezirk Oberfranken. Sorgenflieh liegt in der Gemarkung Thiergarten.

## Geografie
Die Einöde liegt am linken Ufer der Tappert und ist über die Ortsstraße Sorgenfliehweg zu erreichen, die bei Bauerngrün von der Unternschreezer Straße abzweigt.

## Geschichte
Der preußische Hauptmann von Reiche erbaute 1801 nahe Thiergarten einen kleinen Landsitz, den er Sorgenflieh nannte.
Von 1801 bis 1810 unterstand der Ort dem Justiz- und Kammeramt Bayreuth. Mit dem Gemeindeedikt wurde Sorgenflieh dem 1812 gebildeten Steuerdistrikt Oberkonnersreuth und der im gleichen Jahr gebildeten Ruralgemeinde Thiergarten zugewiesen. Am 1. Juli 1976 wurde Sorgenflieh im Zuge der Gebietsreform in Bayern nach Bayreuth eingemeindet.

### Einwohnerentwicklung
| Jahr      | 001819 | 001822 | 001861 | 001871 | 001885 | 001900 | 001925 | 001950 | 001961 | 001970 | 001987 |
| Einwohner | 4      | 4      | 4      | 8      | 5      | 10     | 6      | 5      | 12     | 10     | 7      |
| Häuser    |        | 1      |        |        | 1      | 1      | 1      | 1      | 2      |        | 2      |
| Quelle    | [ 7 ]  | [ 5 ]  | [ 8 ]  | [ 9 ]  | [ 10 ] | [ 11 ] | [ 12 ] | [ 13 ] | [ 14 ] | [ 15 ] | [ 1 ]  |

## Religion
Sorgenflieh ist evangelisch-lutherisch geprägt und nach St. Marien (Gesees) gepfarrt.